# Ankersten

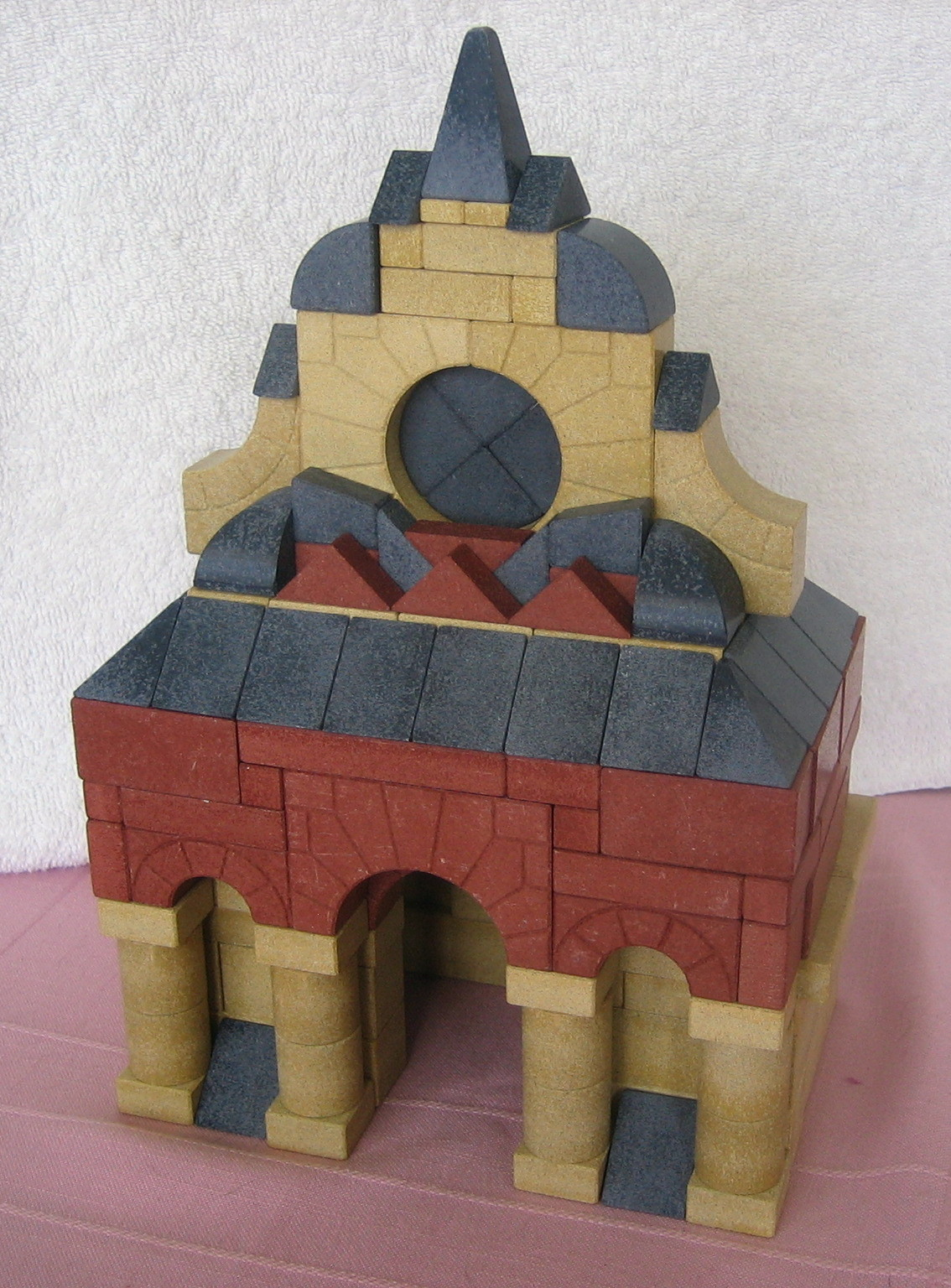
Stenpalats, byggt med Ankerstenar.

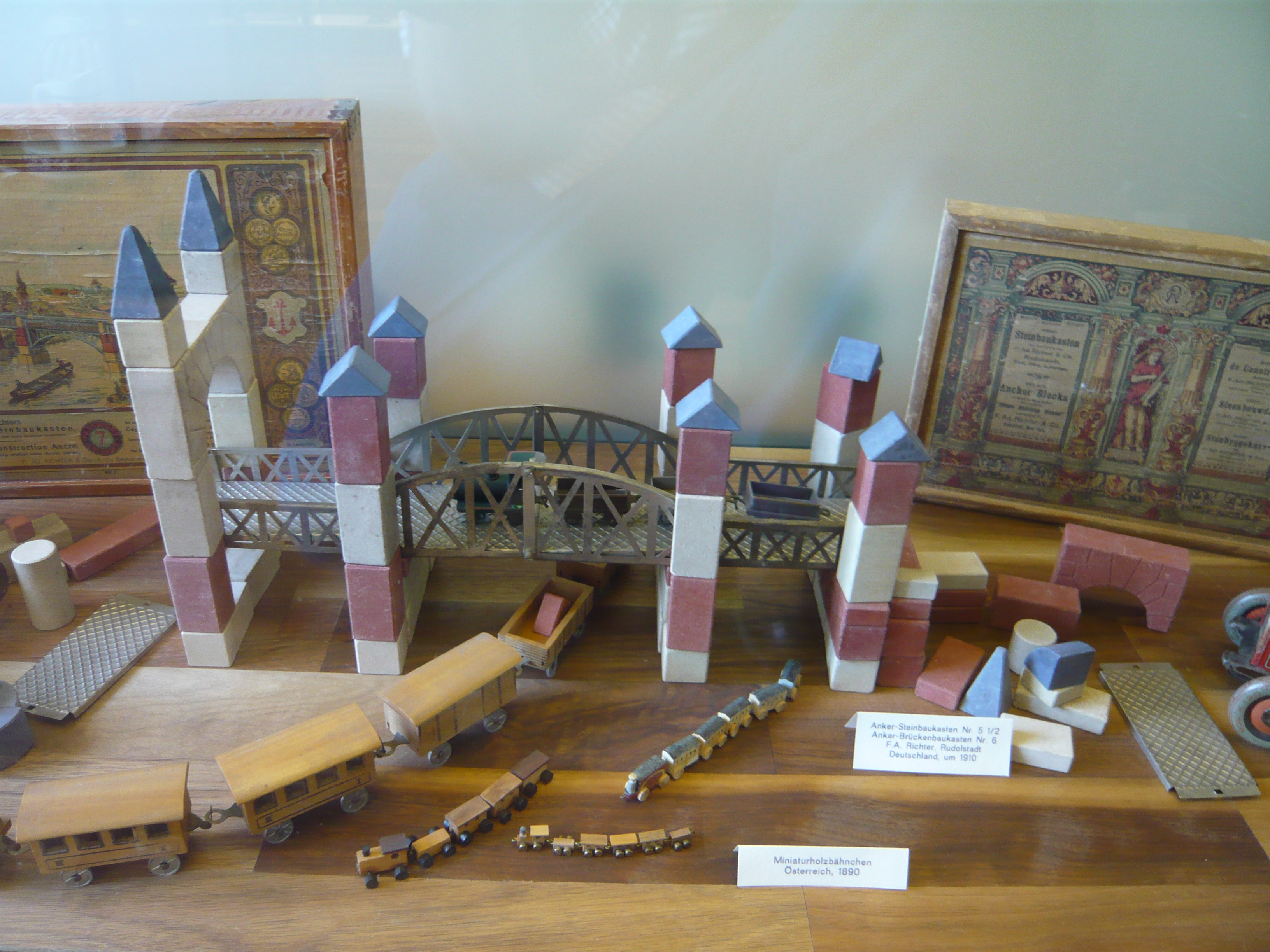
Anker-Stenbyggsats nr 5 1/2 och Anker-Brobyggsats nr 6

Ankerstenen (Anker-Steinbaukasten) är en tidig världsberömd tysk byggsats för barn, tillverkad i Ankerwerk i Rudolstadt i Thüringen.

## Struktur och idé
Ankerbyggstenarna är gjutna med små dimensionstoleranser och pressas av sand, slamkrita och linolja som sedan torkas. De tillverkas främst i de tre färgerna röd, gul och blå, motsvarande de tre byggmaterialen tegel, sandsten och skiffer (tak). Byggstenarna har en slät yta, ligger tungt i handen och kräver inte spikar eller lim. Byggnaderna hålls ihop endast av tyngden.
Idén med byggsatsen är baserad på didaktisk design av pedagogen Friedrich Fröbel som utvecklat denna arkitektoniska byggsats. Tack vare ett system av kompletterande bygglådor som bygger på varandra med bifogade bygginstruktioner, anses ankarbyggsatsen vara en prototyp för systemleksaker.